# Liliane Montevecchi
Liliane Montevecchi (* 13. Oktober 1932 in Paris; † 29. Juni 2018 in New York City) war eine französische Schauspielerin, Tänzerin und Sängerin.

## Leben
Seit ihrem neunten Lebensjahr praktizierte Montevecchi Ballett, und im Alter von 18 Jahren wurde sie Primaballerina in Roland Petits Ballettkompanie. Wenige Jahre später unterschrieb sie einen Vertrag bei Metro-Goldwyn-Mayer und wirkte 1955 in den Tanzfilmen Der gläserne Pantoffel und Daddy Langbein mit, in denen ihre Landsmännin Leslie Caron die weibliche Hauptrolle spielte. Anschließend spielte sie an der Seite von Jerry Lewis in Der Regimentstrottel, mit Marlon Brando und Montgomery Clift in Die jungen Löwen sowie mit Elvis Presley in Mein Leben ist der Rhythmus. Allerdings kam sie in all diesen Filmen nie über Nebenrollen hinaus, immerhin erschien sie später aber zusammen mit Elvis Presley auf dem Coverfoto der Film-DVD Mein Leben ist der Rhythmus.
Nach einem weiteren Filmauftritt als Dienstmädchen in Jakobowsky und der Oberst wirkte sie in den folgenden Jahren in diversen Fernsehserien (wie zum Beispiel 77 Sunset Strip) mit, bevor sie sich Anfang der 1960er-Jahre für eine gewisse Zeit aus dem Filmgeschäft zurückzog und es stattdessen vorzog, mit dem Ensemble der Folies Bergère aufzutreten. Später eroberte sie den Broadway und gewann für ihre Rolle im Musical Nine sowohl den Tony Award als auch den Drama Desk Award.
Montevecchi kehrte aber immer wieder sporadisch vor die Kamera zurück und spielte unter anderem 1987 eine kleine Nebenrolle an der Seite von Charlie Sheen und Michael Douglas in Wall Street sowie 15 Jahre später in Das Idol und Wie werde ich ihn los – in 10 Tagen?. Außerdem agierte sie 1988 als Sängerin in der Einzelshow On The Boulevard und einige Jahre später in der thematischen Fortsetzung Back On The Boulevard. Dazwischen spielte sie mehr als zwei Jahre in dem Musical Grand Hotel die Rolle der alternden Ballerina Elizaveta Grushinskaya. Seit den späten 1990er-Jahren trat sie regelmäßig als Conférencière im Varieté Tigerpalast in Frankfurt am Main auf.

## Filmografie (Auswahl)
- 1953: Femmes de Paris
- 1955: Der gläserne Pantoffel (The Glass Slipper)
- 1955: Daddy Langbein (Daddy Long Legs)
- 1955: Das Schloß im Schatten (Moonfleet)
- 1956: Viva Las Vegas (Meet Me in Las Vegas)
- 1957: Der Regimentstrottel (The Sad Sack)
- 1958: Die jungen Löwen (The Lions)
- 1958: Mein Leben ist der Rhythmus (King Creole)
- 1958: Jakobowsky und der Oberst (Me and the Colonel)
- 1959: 77 Sunset Strip (Fernsehserie, Folge The Secret of Adam Cain)
- 1960/1961: Ein Playboy hat’s schwer (The Tab Hunter Show; Fernsehserie, 2 Folgen)
- 1969: Ihr Auftritt, Al Mundy (It Takes a Thief; Fernsehserie, Folge The Blue, Blue Danube)
- 1975: Chobizenesse
- 1987: Wall Street
- 2000: Of Penguins and Peacocks (Fernsehfilm)
- 2002: Das Idol (L’Idole)
- 2003: Wie werde ich ihn los – in 10 Tagen? (How to Lose a Guy in 10 Days)
- 2016: Jours de France